# Distrito de Nieva
El distrito de Nieva es uno de los tres que conforman la provincia de Condorcanqui, ubicada en el departamento de Amazonas en el Norte del Perú. Limita por el Norte con el distrito de Río Santiago; por el Este con el departamento de Loreto; por el Sur con la provincia de Bongará y la provincia de Utcubamba y; por el Oeste con el distrito de El Cenepa y la provincia de Bagua.
Desde el punto de vista jerárquico de la Iglesia católica forma parte del Vicariato Apostólico de San Francisco Javier, también conocido como Vicariato Apostólico de Jaén en el Perú.

## Historia
El distrito fue creado el 18 de mayo de 1984 mediante Ley N.º 23832, en el segundo gobierno del Presidente Fernando Belaúnde Terry.

## Geografía
Abarca una extensión de 4 484,63 km² y tiene una población estimada mayor a 20.000 habitantes. Su capital es el pueblo de Santa María de Nieva que está situada en la desembocadura del río Nieva en el Marañón a 230 m s. n. m.. Incluye al sector del río Nieva, la quebrada Domingusa y la parte del río Marañón que se extiende desde la comunidad de Huaracayo hasta la comunidad de Tsamajain (junto al Pongo Manseriche).
El clima del distrito es tropical, con fuertes precipitaciones pluviales, alcanzando los 3,000 mm anuales, altas temperaturas (hasta 35 °C) en la época de menos lluvias (de julio a noviembre), y 25 °C en la época lluviosa (de febrero a mayo); la humedad relativa supera el 90%.
De acuerdo a ciertas características ecológicas se distinguen las siguientes zonas dentro del distrito:
- Alto Nieva: Comunidades comprendidas a partir de Kigkis hasta la frontera con Alto Mayo. También incluye las comunidades que están en las quebradas Ambuja y Cachiaco, frontera con el distrito de Imaza.
- Medio Nieva: Comprende a las comunidades situadas entre Tundusa y Kigkis y a las colonizaciones existentes en torno a la carretera de penetración Mesones Muro - Sarameriza.
- Bajo Nieva: Desde Santa María de Nieva hasta Tundusa.
- Bajo Marañón: Desde la comunidad awajún de Tsamajaim, junto al pongo Manseriche, hasta la comunidad de Huaracayo.
- Domingusa: Constituida por 13 comunidades existentes en esta quebrada.

## Población y vivienda
El distrito de Nieva es el más poblado de la provincia de Condorcanqui y tiene la mayor densidad poblacional en la provincia. Sin considerar a Santa María de Nieva (que concentra aproximadamente al 11% de la población total del distrito), parte importante de la población (80%) se asienta en 119 comunidades nativas. En 84 de éstas se concentra menos del 50% de la población, lo cual indica el nivel de dispersión de los asentamientos nativos.
Del total de centros poblados, 69 se ubican en la Cuenca de río Nieva, 37 en la Cuenca del Bajo Marañón.
La población nativa, en su totalidad awajún, representa el 75.5% de la población total del distrito. Después de Imaza, Nieva es el distrito con mayor tasa de crecimiento poblacional en la zona del Alto Marañón (5.8% para el periodo 1981-93). Esto se explicaría tanto por los movimientos migratorios al interior del Alto Marañón, como por la llegada de colonos de otras zonas del país, sobre todo de Cajamarca, Chiclayo y Piura.
Como en la mayoría de los distritos, es en el poblado capital donde se concentra la mayor cantidad de viviendas que tienen acceso a servicios (como agua, desagüe o energía), algunas de ellas construidas de material noble o techos de calamina.
En caso de las comunidades nativas, existe una gran dispersión de las viviendas, construidas en material rústico, acondicionadas y resistentes (según el material utilizado, pueden durar entre 8 y 20 años) a las características climáticas de la zona, pero sin servicios básicos.

## Autoridades

### Municipales
- 2015 - 2018[2]
  - Alcalde: Hermógenes Lozano Trigoso, del Movimiento Independiente UDA.
- 2011 - 2014
  - Alcalde: Edwin Timias Mateca, del Movimiento Independiente Surge Amazonas (MISA).
- 2007 - 2010
  - Alcalde: Héctor Orlando Requejo Longinote, Fuerza Democrática.

### Religiosas
- Obispo vicario apostólico de Jaén: Mons. Gilberto Alfredo Vizcarra Mori, SJ

## Festividades
- Junio: San Juan.
- 18 de mayo: Aniversario de la creación de la provincia de Condorcanqui.
- 12, 13 y 14 de octubre: Celebración de la fiesta patronal en honor a la Virgen de Fátima.